# Clark (månekrater)
Clark er et nedslagskrater på Månen. Det befinder sig på den sydlige halvkugle på Månens bagside og er opkaldt efter de amerikanske astronomer Alvan Clark (1804 – 1887) og Alvan Graham Clark (1832 – 1897).
Navnet blev officielt tildelt af den Internationale Astronomiske Union (IAU) i 1970. 

## Omgivelser
Clarkkrateret ligger midtvejs mellem den større bjergomgivne slette Van der Waals mod syd og krateret af samme størrelse Pizzetti mod nord.

## Karakteristika
Krateret har en smal indre væg og derfor en bred kraterbund. Randen er nogenlunde cirkulær, men eroderet visse steder. Der ligger et lille krater over den sydlige rand, og et par småkratere findes langs den nordøstlige kam. Der er en mindre udadgående bule langs væggens vest-sydvestlige side. Kraterbunden er mærket af et antal småkratere, men ellers uden særlige træk og mangler en central top.

## Satellitkratere
De kratere, som kaldes satellitter, er små kratere beliggende i eller nær hovedkrateret. Deres dannelse er sædvanligvis sket uafhængigt af dette, men de får samme navn som hovedkrateret med tilføjelse af et stort bogstav. På kort over Månen er det en konvention at identificere dem ved at placere dette bogstav på den side af satellitkraterets midte, som ligger nærmest hovedkrateret. Clarkkrateret har følgende satellitkratere:
| Clark | Længde  | Bredde   | Diameter |
| ----- | ------- | -------- | -------- |
| F     | 38,4° S | 122,5° Ø | 27 km    |